# Michael Memmer
Michael Memmer (* 22. April 1961 in Krems an der Donau) ist ein österreichischer Rechtswissenschaftler.

## Leben
Memmer studierte Rechtswissenschaften in Wien. Nach der Promotion zum Doktor der Rechtswissenschaften am 23. November 1983 und der Habilitation am 13. Jänner 1995 lehrt er seit Oktober 1997 als Universitätsprofessor an der Rechtswissenschaftlichen Fakultät der Universität Wien. Seine Schwerpunkte sind römisches Privatrecht, Medizinrecht und Geschichte des Medizinrechts.

## Auszeichnungen
- 1995: Kardinal-Innitzer-Förderungspreis für Geisteswissenschaften

## Schriften (Auswahl)
- mit Walter Selb (Hrsg.): Romanistik 1991. Römisches Recht und Antike Rechtsgeschichte im deutschsprachigen Raum. Wien 1991, ISBN 3-9500125-1-6.
- „Ad servitutem aut ad lupanar …“ Ein Beitrag zur Rechtsstellung von Findelkindern nach römischem Recht – unter besonderer Berücksichtigung von §§ 77, 98 Sententiae Syriacae. In: Zeitschrift für Rechtsgeschichte – ZRG Band 121  (Savigny-Zeitschrift Band 108). Romanistische Abteilung. Jahrgang 1991. ISSN 0323-4096. S. 21–93.
- mit Gerson Kern (Hrsg.): Patientenverfügungsgesetz. Stärkung oder Schwächung der Patientenrechte? (= Schriftenreihe Colloquium Band 14). Verlag Österreich, Wien 2006, ISBN 978-3-7046-4917-1.
- „Der Diskurs um die Impfpflicht - eine rechtshistorische Analyse“  in „Medizin in Wien nach 1945 - Strukturen, Aushandlungsprozesse, Reflexionen.“  Vienna University Press, 2022, ISBN 978-3-7370-1393-2. S 303–324. Per Open Access https://www.vandenhoeck-ruprecht-verlage.com/detail/index/sArticle/57244